# Berlanga del Bierzo
Berlanga del Bierzo è un comune spagnolo di 396 abitanti situato nella provincia di León, comunità autonoma di Castiglia e León.